# Waleryj Iwanou
Waleryj Mikałajewicz Iwanou (biał. Валерый Мікалаевіч Іваноў, ros. Валерий Николаевич Иванов, Walerij Nikołajewicz Iwanow; ur. 27 lipca 1955 w Popiechince w rejonie klimowickim) – białoruski polityk i kołchoźnik, w latach 2000–2008 członek Rady Republiki Zgromadzenia Narodowego Republiki Białorusi II i III kadencji, w latach 2008–2012 deputowany do Izby Reprezentantów Zgromadzenia Narodowego Republiki Białorusi IV kadencji, w latach 2008–2010 zastępca jej przewodniczącego, od 2010 roku zastępca premiera Białorusi.

## Życiorys
Urodził się 27 lipca 1955 roku we wsi Popiechinka, w rejonie klimowickim obwodu mohylewskiego Białoruskiej SRR, ZSRR. W 1973 roku ukończył technikum sowchozowe w Klimowiczach. Odbył służbę wojskową w szeregach Armii Radzieckiej. W 1983 roku ukończył Białoruską Państwową Akademię Gospodarstwa Wiejskiego, w 1992 roku – Białoruski Uniwersytet Państwowy, w 2006 roku – Akademię Zarządzania przy Prezydencie Republiki Białorusi. Pracę rozpoczął w 1977 roku jako główny zootechnik kołchozu „Październik” w rejonie kruhelskim. Ponad 20 lat pełnił funkcję przewodniczącego kołchozów: „Październik”, im. Dimitrowa w rejonie kruhelskim i „Rasswiet” im. K. Orłowskiego w rejonie kirowskim. W latach 1987–1997 był pierwszym zastępcą przewodniczącego Kruhelskiego Rejonowego Komitetu Wykonawczego, przewodniczącym rejonowego zjednoczenia przemysłu rolniczego, kierownikiem urzędu gospodarki wiejskiej i spożywczej Kruhelskiego Rejonowego Komitetu Wykonawczego. W latach 2002–2004 pełnił funkcję przewodniczącego Kirowskiego Rejonowego Komitetu Wykonawczego, w latach 2004–2008 – przewodniczącego Szkłowskiego Rejonowego Komitetu Wykonawczego.
Od 19 grudnia 2000 do 15 listopada 2004 roku był członkiem Rady Republiki Zgromadzenia Narodowego Republiki Białorusi II kadencji. Wchodził w niej w skład Stałej Komisji ds. Międzynarodowych i Bezpieczeństwa Narodowego. Od 15 listopada 2004 do 31 października 2008 był członkiem Rady Republiki III kadencji z obwodu mohylewskiego. Wchodził w niej w skład tej samej komisji. 27 października 2008 roku został deputowanym do Izby Reprezentantów Zgromadzenia Narodowego Republiki Białorusi IV kadencji ze Szkłowskiego Okręgu Wyborczego Nr 90. Od 27 października 2008 do 4 czerwca 2010 pełnił funkcję zastępcy jej przewodniczącego. Od 13 listopada 2008 roku był członkiem Narodowej Grupy Republiki Białorusi w Unii Międzyparlamentarnej. 14 czerwca 2010 roku wszedł w skład Stałej Komisji Izby Reprezentantów ds. Bezpieczeństwa Narodowego.
25 maja 2010 roku został pierwszym zastępcą przewodniczącego Mińskiego Obwodowego Komitetu Wykonawczego. 28 grudnia 2010 został mianowany na zastępcę premiera. 18 maja 2011 roku wszedł w skład Komisji Atestacyjnej przy Prezydencie Republiki Białorusi.
W marcu 2022 roku na Waleryja Iwanowa nałożyła sankcje Kanada.

## Odznaczenia
- Order Honoru;
- Medal „Za Pracowniczą Wybitność”;
- Gramota Pochwalna Zgromadzenia Narodowego Republiki Białorusi;
- Gramota Pochwalna Zgromadzenia Parlamentarnego Związku Białorusi i Rosji[2].

## Życie prywatne
Waleryj Iwanou jest żonaty, ma dwoje dzieci.